# Carcelia flavescens
Carcelia flavescens là một loài ruồi trong họ Tachinidae.